# Cryptophleps nigrihalteratus
Cryptophleps nigrihalteratus är en tvåvingeart som beskrevs av Lamb 1922. Cryptophleps nigrihalteratus ingår i släktet Cryptophleps och familjen styltflugor.
Artens utbredningsområde är Seychellerna. Inga underarter finns listade i Catalogue of Life.